# Straight (album)
Pour les articles homonymes, voir Straight.
Albums de CoCo
Snow Garden
(1990) Share
(1992)
Compilations par CoCo
CoCo Ichiban!
(1991)
Singles
Straight (écrit en capitales : STRAIGHT) est le 3e album du groupe de J-pop CoCo. 

## Présentation
L'album sort le 21 mars 1991 au Japon sous le label Pony Canyon, aux formats CD et K7. Il atteint la 9e place du classement des ventes de l'Oricon, et reste classé pendant quatre semaines. Les premiers exemplaires de l'album (first press) incluent un poster en supplément. Les premières éditions sont vendues avec un boitier spécial.
L'album contient dix pistes, dont un titre déjà paru en face A du cinquième single du groupe sorti deux mois auparavant : Live Version. Les titres ont été écrits par divers artistes, dont Neko Oikawa qui a écrit les paroles de deux d'entre eux. Deux des chansons de l'album, Naze? et la chanson-titre du single, figureront aussi sur la compilation CoCo Ichiban! qui sortira quatre mois plus tard.
L'album sera ré-édité en 2008 avec des titres supplémentaires, sous le titre Straight + Single Collection.

## Liste des titres
| 1.  | Naze? (なぜ?)                            | 4:25 |
| 2.  | Live Version                             | 4:16 |
| 3.  | Yasashisa ni Kaerenai (優しさに帰れない) | 5:45 |
| 4.  | Itte Shimatta Bus (行ってしまったバス)   | 3:37 |
| 5.  | Moonlight Express                        | 4:48 |
| 6.  | Yume no Eien (夢の永遠)                  | 3:58 |
| 7.  | Circus Game (サーカス・ゲーム)           | 3:45 |
| 8.  | Kimagure Swing (気まぐれSWING)           | 4:37 |
| 9.  | Two Hearts (TWO HEARTS)                  | 3:21 |
| 10. | Wedding (WEDDING)                        | 5:02 |